# سويداء مستدقة
سويداء مستدقة (الاسم العلمي:Suaeda acuminata) هي نوع من النباتات يتبع جنس السويداء من الفصيلة القطيفية.

## مرادف
- الطرطيع العنبي (الاسم العلمي:Schanginia baccifera)